# Bouraoui Belhadef
Bouraoui Belhadef là một đô thị thuộc tỉnh Jijel, Algérie. Dân số thời điểm năm 2002 là 10.965 người.